# Mont-Disse
Mont-Disse é uma comuna francesa na região administrativa da Nova Aquitânia, no departamento dos Pirenéus Atlânticos. Estende-se por uma área de 5,47 km². Em 2010 a comuna tinha 76 habitantes (densidade: 13,9 hab./km²).